# Còctel de Brompton
El còctel de Brompton, a vegades anomenat barreja de Brompton o còctel Brompton, era un elixir destinat a utilitzar-se com a inhibidor del dolor dosificat per a la profilaxi. Elaborat amb morfina o diacetilmorfina (heroïna), cocaïna, alcohol etílic d'alta puresa (algunes receptes especifiquen ginebra) i, de vegades, amb clorpromazina (torazina) per contrarestar les nàusees, es donava a pacients terminals (especialment pacients amb càncer) per alleujar el dolor. i promoure la sociabilitat prop de la mort. Una formulació comuna incloïa "una quantitat variable de morfina, 10 mg de cocaïna, 2,5 ml d'alcohol etílic al 98%, 5 ml de xarop BP i una quantitat variable d'aigua de cloroform". El còctel de Brompton es va donar més a mitjans del segle xx. Ara es considera obsolet.
En la cultura popular també es va associar amb l'eutanàsia mèdica. Segons la llegenda (i potser de fet) els metges proporcionarien una gran dosi als pacients terminals que volguessin morir.

## Història
La idea original d'una barreja oral de morfina i cocaïna per ajudar els pacients en agonia amb malaltia avançada s'atribueix al cirurgià Herbert Snow el 1896. El còctel Brompton rep el nom del Royal Brompton Hospital de Londres, Anglaterra, on la formulació d'aquesta barreja es va estandarditzar a finals de la dècada de 1920 per als pacients amb càncer. Va ser d'ús comú a finals del segle XIX i principis del XX. No obstant això, una sèrie d'assaigs el 1977-79 van trobar que la diacetilmorfina no era més efectiva que una quantitat equivalent de morfina, mentre que la tolerància va fer que la cocaïna esdevingués ineficaç en pocs dies. Com a resultat, la gestió del dolor va passar a utilitzar només morfina, que és més còmode de preparar, més fàcil de valorar i evita efectes secundaris. Tot i que l'ús del còctel Brompton ha estat rar al segle XXI, avui dia no és del tot inaudit.

## Variants
Algunes especificacions per a variants del còctel Brompton demanen metadona, hidromorfona, diamorfina (heroïna) o altres opioides forts en lloc de la morfina; difenhidramina o tintura de cànnabis en lloc de la clorpromazina; i metamfetamina, amfetamina, dextroamfetamina, co-fenilcaïna (lidocaïna i clorhidrat de fenilefrina), metilfenidat o altres estimulants en lloc de la cocaïna. La recepta original del còctel Brompton també demana cloroform, xarop de cirera per ajudar a emmascarar el gust amarg d'alguns dels components, i aigua destil·lada en certa quantitat per diluir el cloroform (per tant, aigua amb cloroform) o per afegir volum per permetre una precisió més precisa. titulació de dosis.

## Sinergia entre components
Encara que cada ingredient individual combat el dolor o altres problemes associats amb nàusees causades per quimioteràpia, radiació o dosis elevades de morfina (que també poden causar somnolència o necessitar un estimulant), també s'ha reconegut anecdòticament que el conjunt és més gran que la suma de les seves parts. Els diferents ingredients actius es complementen entre ells, potenciant la morfina o altres opioids de diverses maneres. S'ha informat àmpliament sobre la sinergia entre analgèsics opioids i estimulants d'acció central, i és habitual la seva combinació. Per exemple, molts analgèsics a base de codeïna contenen cafeïna, i es receta dextroamfetamina o metilfenidat als pacients amb altes dosis d'opioides, tant per contrarestar la somnolència dels analgèsics com per augmentar la seva eficàcia analgèsica.